# Въздушна пушка
Въздушната пушка е неогнестрелно пневматично цевно оръжие. Боеприпасите за пневматичното оръжие са „твърди метални предмети (сачми) с различна конфигурация и калибър“ . Изстрелването на боеприпаса се осъществява под действието на сгъстен газ.
Състои се от:
- приклад,
- изстрелващ и спусков механизъм,
- ложа,
- цев,
- мерник,
- приспособления.

Бива спортна и ловна.

## История
Пневматичното оръжие, като вид стрелково оръжие, използва налягането на сгъстен газ за изхвърлянето на куршума от цевта на оръжието. В Европа пневматичното оръжие от този вид се е появило през 1430 година и е използвано за лов. По-късно се въвежда в някои армии (на Австрия, Франция и др.), но поради малката далечина на стрелба (до 100 метра) и ниската поразяваща способност и ефективност в боя, не намира широко разпространение. Понастоящем пневматичните оръжия – т. нар. въздушни пушки и пистолети с калибър от 3 до 5,6 mm, се използват за спортни цели и за тренировки във войсковите поделения.

## Калибри и видове

### Диаболо
Въздушните пушки се изработват в различни калибри и стрелят основно с диаболо боеприпаси. Проектилът „диаболо“ (прищипнато в средната част цилиндърче, пелета) се нарича и „чашка“ за въздушна пушка. В полет се стабилизира на стреловиден принцип, като плоското чело компресира въздуха, който после, обтичайки кухата конична „поличка“, я държи обърната назад, т.е. пречи ѝ да се превърта. Най-разпространеният калибър е 4,5 mm, други калибри на диаболо са 5,5 mm (.22), 6,35 mm (.25) und 5 mm (.20). При тези пушки цевта е нарезна и осигурява голяма стабилност на полета на изстрела.

### Сачми
Най-често сачми, които се изработват от олово, се използват от магазинни пушки с калибър 4,4 mm. Някои модели стрелят с медни или покрити с алуминий стоманени сфери. Подобни оръжия са известни в англоговорещите страни като ВВ-оръжия. Често погрешно се предполага, че това название е произлязло от думите „ball bearing“ („сачмен лагер“) или „bullet ball“ („куршумено топче“, ако е направена от пластмаса), в действителност обаче това означение е за сачми със среден размер, намиращ се между размерите „B“ и „BBB“.
Цевите на тези пушки в общия случай не са нарезни, което намалява точността им. Това са пушки, които често се използват на панаирджийските бараки.
Началната скорост на изстрела варира между 120 до 380 m/s според модела и калибъра на оръжието.
Според изстрелващия механизъм пушката може да е автоматична или полуавтоматична, ако е с бутилка пълна с газ под налягане и пълнител. Бутилките с газ за въздушните пушки са PCP (от англ. Pre-charged pneumatic) и CO2.
Обикновената пушка има изстрелващ механизъм, съставен от: пружина, помпа, корпус и спускова част. При този тип оръжия след всеки изстрел се презарежда ръчно, като се компресира въздух.

## Принцип на действие

### С пружина
При този най-разпространен вид въздушна пушка, една силна пружина се свива предварително и при стрелба се освобождава енергията на пружината върху един пневматичен цилиндър. Цилиндърът сгъстява въздуха и изстрелва сачмата.

### С резервоар за сгъстен въздух
При тях един резервоар изпълнен или със сгъстен газ, или със сгъстен въздух подава към цевта сгъстен газ или предварително, или при изстрела.

### С помпена система за подготовка на сгъстен въздух
С една помпа се подготвя резервоар за сгъстен въздух, който после се използва за извършване на повече от един изстрел

## Пробивна сила
Пробивната сила зависи и от тежестта на сачмите. Проектилите, които са проектирани специално за лов с този вид оръжие, се изработват със стоманена глава и оловно тяло.

## Законово положение
В България въздушна пушка може да бъде закупена от всеки пълнолетен гражданин без да е нужно специално разрешително. За притежаването на пневматично оръжие с кинетична енергия над 24 J се прилага т. нар. уведомителен режим. Съгласно чл. 54, ал.1 на Закон за оръжията, боеприпасите, взривните вещества и пиротехническите изделия се изисква писмено уведомление до началника на съответното РУ на МВР.
Примерни модели PCP въздушни пушки в голям калибър – „Dragon claw .50“, „Texan® big bore“.